# 鲁尔问题
鲁尔问题又称鲁尔危机，是1923年法国和比利时军队占领德国鲁尔区後引發的争端。

## 历史

### 鲁尔占领
按照凡尔赛条约，德国必须向协约国赔偿。1921年1月28日，协约国要求德国赔偿2260亿金马克，但德国政府拒绝。协约国於是对德国进行制裁，並占领杜塞尔多夫等城镇。4月27日，协约国將赔偿总数减为1320亿金马克。德国政府接受，但德国政府在支付1921年20亿金马克赔款后，请求延期支付1922年后的赔偿。英国建议德国赔偿总数减为500亿金马克，延缓4年偿付。法国、比利时和意大利反对減少德国赔偿总数，只同意延缓偿付期两年，而且德國還要上交煤炭給協約國。如果德國拒不遵從，协约国有权占领鲁尔区。1923年1月9日，協約國宣布德国交付的煤數量不夠，德國方面違約。
1923年1月11日，法国和比利时派兵佔領鲁尔区。德国总理威廉·古诺反對法国、比利时的做法，下令魯爾區的德國人民抵抗，宣佈召回德國驻巴黎大使和驻布鲁塞尔公使，停止向法国和比利时支付一切赔偿。鲁尔区的工人罢工。法國和比利時於是逮捕、监禁德國人並將他們驱逐出境。鲁尔区被佔領後，马克貶值。威廉·古诺政府于1923年8月12日辞职。古斯塔夫·施特雷澤曼继任德國总理后宣布从9月26日起魯爾區的德國人停止抵抗，並且同法国政府谈判。1924年8月16日，法国、比利时与德国达成协议，道威斯计划开始实施的一年内，法国和比利时军队撤离鲁尔区。